# Chemin de fer de Don-Sainghin à Fromelles
La Ligne de Don-Sainghin à Fromelles est une ancienne ligne ferroviaire à voie normale du département du Nord exploitée entre 1902 et 1951 . 

## Histoire
La concession est attribuée à Monsieur Mathieu Michon, le 19 avril 1902. Ce dernier tente de céder la concession à la Compagnie des chemins de fer d'intérêt local du Nord de la France en vain, avec celle du Chemin de fer de Hondschoote à Bray-Dunes.
En 1919, l'exploitation est assurée par la Société générale des chemins de fer économiques (SE).

## La ligne
- Don-Sainghin-en-Weppes - Fournes-en-Weppes - Fromelles: (18km), ouverture 6 septembre 1906, fermeture février 1951[2]